# Titanfall
Titanfall é um jogo eletrônico de tiro em primeira pessoa de ficção científica produzido pelo estúdio Respawn Entertainment e publicado pela Electronic Arts e distribuído pela Microsoft Studios exclusivamente para Xbox 360, Xbox One, Xbox Series X/S e Microsoft Windows.
Titanfall criou muita expectativa e tornou-se um dos jogos mais aguardados da altura, visto ser o primeiro titulo criado por alguns dos ex-produtores da bem sucedida série Call of Duty.
Em Titanfall, os jogadores controlam “pilotos” e os seus Titãs de estilo-"mecha", num cenário de guerra de colónias espaciais em jogos de seis-contra-seis. O jogo foi optimizado para ter uma fluidez rápida, ajudando o jogador com várias habilidades como a possibilidade de correr nas paredes e as populações de soldados controlados pela inteligência artificial (IA). Num único jogo podem estar até cinquenta personagens, e a actividade que não é dada pelo jogador é carregada pelos serviços de computação em nuvem da Microsoft, melhorando assim o desempenho gráfico local. A equipa de produção começou a trabalhar no titulo em 2011, e o conceito Titã (Titan) cresceu desde um fato humano até ao exoesqueleto do tamanho de um tanque de batalha. A equipa queria com isso trazer os elementos de "escala, verticalidade e história" para o género multijogador, algo tradicionalmente reservado às campanhas para um jogador.
Ganhou mais de 60 prémios durante a sua revelação oficial durante a E3 de 2013, incluindo o recorde de seis Prémios E3 Critics e ‘Melhor do Evento’ por várias imprensas especializadas. Também ganhou vários na Gamescom e no Tokyo Game Show. De acordo com o site de criticas agregadas Metacritic, Titanfall recebeu análises "geralmente favoráveis". Os críticos elogiaram o equilíbrio no design, a arma ‘Smart Pistol’, a mobilidade, e a acessibilidade fácil dada aos jogadores de todos os tipos de perícia neste género. As criticas foram mais dirigidas à campanha, à IA desapontante e à falta de modos de jogo para o multijogador. Os críticos consideram que o jogo evoluiu com sucesso o género first-person shooter, ao mesmo tempo que afirmaram que não entregou aquilo que devia tendo em conta a antecipação que criou. Um sucesso comercial, em Outubro de 2015 Titanfall já tinha ultrapassado a marca das 10 milhões de unidades vendidas. A sequela, Titanfall 2 foi lançada para PC, Xbox One e PlayStation 4 em outubro de 2016.
Em novembro de 2017, a Electronic Arts entrou em processo de aquisição da Respawn Entertainment, pagando "cerca de 151 milhões de dólares à vista e outros 164 milhões à longo prazo na forma de ações restritas da Respawn."

## Jogabilidade
Titanfall é um jogo de tiro jogado em primeira pessoa. Os jogadores lutam como soldados de infantaria livres "Pilotos" que podem comandar robôs ágeis no estilo mech- "Titãs" - para completar objetivos baseados em equipe. O jogo se passa em colônias abandonadas e devastadas pela guerra na Fronteira, a franja da exploração espacial, como a Interstellar Manufacturing Corporation (IMC) ou a Frontier Militia. O multijogador online é o único modo de jogo, mas contém elementos para um jogador, como cenas, enredo, diálogo de personagens e personagens não-jogadores (NPCs). Titanfall não tem modos offline, para um jogador ou tela dividida local e não oferece suporte ao link do sistema em uma rede local (LAN), mas é possível jogar sozinho em campanhas, etc. O fundador da Respawn, Vince Zampella, descreveu o jogo como trazendo "escala, verticalidade e história" ao gênero de jogo multijogador de tiro em primeira pessoa.
Até doze jogadores humanos  escolhem seus tipos de piloto e são lançados no mapa, iniciando o jogo.  Os Titãs podem ser implantados periodicamente, com base em um cronômetro na tela, que deve completar sua contagem regressiva até zero antes que um Titã possa ser invocado. Matar outros jogadores reduz o tempo restante.  Quando invocados, os jogadores são instruídos a "esperar por Titanfall", quando um Titã cai do céu, cercado por um campo de força protetor .  Ao contrário dos personagens dos jogadores em jogos como Call of Duty e Battlefield ,  os pilotos são ágeis e acumulam impulso enquanto correm (semelhante a Tribes ).  Os jogadores correm em paredes, saltam duas vezes com um jet pack , saltam sobre obstáculos, deslizam em tirolesas e encadeiam combos.  Os controles do piloto e do Titã são idênticos, exceto onde o salto duplo do piloto se torna o avanço do Titã,  já que os Titãs não podem pular.  Os Titãs, algo entre tanques de batalha e um mecha ,  são mais lentos que os pilotos ágeis, mas são muito mais bem protegidos e têm armas poderosas.  As batalhas incluem soldados de inteligência artificial (grunts humanos e espectros robóticos) que são projetados como competição, suporte e cenário de jogadores humanos.  Os jogos terminam com uma corrida para a nave de evacuação do time perdedor .
As habilidades táticas do piloto incluem visão de raio-x , camuflagem de invisibilidade e aumentos de velocidade regenerativos.  Os pilotos usam dez armas tradicionais personalizáveis, incluindo uma espingarda semiautomática, metralhadoras, rifles de assalto, rifles de precisão e a Smart Pistol Mk5. Esta última trava em vários alvos antes de disparar vários tiros em uma rajada. Os jogadores geralmente precisam de três tiros da Smart Pistol para morrer.  A pistola pode atirar em cantos.  Todos os pilotos têm armas anti-Titã equipadas.  Os pilotos podem pular nas costas de um Titã para "rodeio" e atirar em seu ponto fraco, ou então usar quatro armas anti-Titã para derrubá-los.  Os pilotos-jogadores podem ejetar de Titãs que sofrem muito dano, e o cronômetro de substituição do Titã é reiniciado após a morte do Titã.
Existem três classes únicas de Titã , variantes de leve, médio e pesado, com velocidade e armadura inversamente relacionadas:  o versátil Atlas, o volumoso Ogre e o veloz Stryder.  Os dois últimos chassis são desbloqueados ao terminar as campanhas de ambas as facções  e mais tarde foram desbloqueados ao subir de nível também.  Cada chassi tem um respectivo poder central que funciona em um temporizador de resfriamento: respectivamente, dano aumentado, escudos aumentados e investidas ilimitadas.  As opções de habilidade tática do Titã incluem parar a munição inimiga no ar para jogá-la de volta em sua direção, emitir fumaça eletrificada para ferir e repelir os pilotos que escalam as costas do Titã,  e implantar uma parede defensiva.  Além disso, os jogadores podem equipar dois kits de vantagens para personalizar sua estratégia preferida.  Suas armas primárias incluem lançadores de foguetes, canhões de raios e metralhadoras.  Os Titãs podem agir de forma autônoma quando colocados nos modos de guarda e seguimento, o que os direciona a proteger sua vizinhança ou a seguir seu piloto, respectivamente.
Existem 15 mapas multijogador e cinco modos multijogador no jogo base. Em Attrition, um Team Deathmatch tradicional , as equipes competem pela maior contagem de mortes, e as mortes de bots e Titãs são contadas. Pilot Hunter é semelhante ao Attrition, mas conta apenas as mortes de pilotos. Em Hardpoint Domination, o objetivo é capturar e defender áreas do mapa. Em Last Titan Standing, os jogadores começam a partida em Titãs e têm uma única vida. Há também um modo Capture the Flag. Todos os modos são baseados em equipes e não há vale-tudo. Completar desafios desbloqueia novas habilidades, armas, oportunidades de personalização,  e cartas de queima: power-ups de uso único e vida única que concedem um ganho temporário, como esperas de queda de Titã reduzidas, armas de granadas ilimitadas, ou disfarce como um Espectro controlado por computador. Os jogadores podem trazer até três cartas para uma partida. Por meio de partidas multijogador, os jogadores ganham pontos de experiência que desbloqueiam novos equipamentos e vantagens. Os jogadores que atingem o nível 50 podem "regenerar" para voltar ao nível 1, trocando sua classificação e desbloqueios por ganho de experiência mais rápido e um ícone de prestígio ao lado de seus nomes.
O "multijogador de campanha" do jogo é separado do multijogador regular do jogo (chamado de clássico internamente) e serve como um tutorial estendido. Ele joga como multijogador com elementos de jogador único, como sequências cinematográficas com script, diálogo de personagens não jogáveis, uma trilha sonora no jogo e briefings de áudio. Existem campanhas separadas para as facções Milícia e IMC, e o jogo atribui aleatoriamente o jogador a uma para uma série de nove mapas. Cada missão é pareada com um tipo de jogo e mapa específicos, complementados por narração mínima de voz, que foi posteriormente removida. A Milícia é uma organização paramilitar composta por civis descontentes, contrabandistas, piratas e criminosos da Fronteira e da resistência contra o uso de recursos da colônia pela IMC. Eles são liderados pelo ex-oficial da IMC e piloto do Titan James MacAllan, o engenheiro e coordenador da missão Cheng "Bish" Lorck, e a agente secreta Sarah Briggs que cuida da implantação do Titan. O conglomerado corporativo IMC é especializado em extração de recursos naturais e veio para a Frontier rica em recursos para negócios. Liderando suas forças mercenárias estão o comandante-chefe das operações da Frontier, o vice-almirante Marcus Graves, o especialista em inteligência, sargento Kuben Blisk, e o companheiro de inteligência artificial Spyglass, que cuida da implantação do Titan.